# Derek Jacobi
Derek Jacobi, född 22 oktober 1938 i  Leytonstone i Essex, är en brittisk skådespelare. Jacobi fick sitt stora genombrott 1976, i huvudrollen i TV-serien Jag, Claudius och betraktas som en av Englands allra främsta Shakespeare-uttolkare.
Även om Jacobi främst är en scenaktör så har han medverkat i ett antal filmer genom åren, däribland Schakalen (1973), Henry V (1989), Död på nytt (1991), Gladiator (2000), Gosford Park (2001), The Riddle (2007), The King's Speech (2010), My Week with Marilyn (2011) och Berättelsen om Askungen (2015).
Derek Jacobi växte upp i East End i London, och hans far var tobakshandlare. 
Jacobi adlades 1994 för sin gärning vid teatern.

## Filmografi i urval
- 1965 – Othello
- 1973 – Schakalen
- 1974 – Täcknamn Odessa
- 1976 – Jag, Claudius (TV-miniserie)
- 1980 – Mannen som gick upp i rök
- 1982 – Brisby och Nimhs hemlighet (röst)
- 1982 – Ringaren i Notre Dame
- 1982 – Inside the Third Reich
- 1988 – Little Dorrit
- 1989 – Henrik V
- 1991 – Död på nytt
- 1992 – Anden i Lampan (röst)
- 1996 – Hamlet
- 2000 – Gladiator
- 2001 – Gosford Park
- 2005 – Nanny McPhee
- 2007 – Guldkompassen
- 2007 – The Old Curiosity Shop (TV-film)
- 2007 – The Riddle
- 2009 – Charles Dickens's England
- 2010 – The King's Speech
- 2011 – My Week with Marilyn
- 2011 – Anonym
- 2011 - The Borgias (TV-serie)
- 2012 – Titanic: Blood and Steel (TV-serie)
- 2014 – Grace of Monaco
- 2015 – Berättelsen om Askungen
- 2017 – Mordet på Orientexpressen
- 2019 – The Crown (TV-serie)
- 2019 – Horrible Histories The Movie Rotten Romans
- 2019–  – Good Omens (TV-serie)
- 2024 – Ludwig – pusseldetektiven (TV-serie)